# Псевдомногообразие (универсальная алгебра)
Псевдомногообразие в универсальной алгебре — класс конечных алгебраических систем фиксированной сигнатуры, замкнутый относительно гомоморфных образов, подсистем и декартовых произведений конечных семейств. Псевдоквазимногообразие — класс конечных систем, замкнутый относительно подсистем и конечных декартовых произведений. Конечно-замкнутые варианты понятий многообразия и квазимногообразия соответственно.
Для псевдомногообразий в общем случае не выполняется теорема Биркгофа, то есть, их нельзя определить тождествами в классе конечных систем, но во многих случаях существуют похожие результаты или слабые её варианты. В частности, Эйленбергом и Шютценберже в 1976 году установлено, что всякое псевдомногообразие конечной сигнатуры можно финально определить некоторым множеством тождеств, то есть, некоторая система принадлежит псевдомногообразию тогда и только тогда, когда она удовлетворяет почти всем из заданного множества тождеств. При этом любое псевдоквазимногообразие можно определить квазитождествами в классе конечных систем. 
Псевдомногообразия имеют особое значение при изучении конечных полугрупп, в теориях автоматов и формальных языков.